# Tinténiac
Tinténiac é uma comuna francesa na região administrativa da Bretanha, no departamento Ille-et-Vilaine. Estende-se por uma área de 23,51 km². Em 2010 a comuna tinha 3 895 habitantes (densidade: 165,7 hab./km²).